# Tony Award/Beste Wiederaufnahme eines Musicals
Der Tony Award for Best Revival of a Musical (deutsch: Tony Award für die beste Wiederaufnahme eines Musicals) ist ein US-amerikanischer Theater- und Musicalpreis, der seit 1994 verliehen wird.

## Geschichte und Hintergrund
Die Tony Awards werden seit 1947 jährlich in zahlreichen Kategorien von circa 700 Juroren vergeben, die sich aus der Unterhaltungsbranche und Presse der Vereinigten Staaten rekrutieren. Eine dieser Kategorien ist der Tony Award for Best Revival of a Musical, der seit 1994 vergeben wird. Vor 1994 wurden sowohl Theaterstücke als auch Musicals gemeinsam in der Kategorie Tony Award for Best Revival ausgezeichnet.
Der Tony Award for Best Revival of a Musical wird für das beste Musical vergeben, das bereits in einer früheren Produktion am Broadway aufgeführt wurde oder als zum allgemeinen Theaterrepertoire gehörend angesehen wird. Der Preis geht an die Produzenten des Musicals.
Erstmals vergeben wurde der Preis 1994 an das Musical Carousel von Oscar Hammerstein II und Richard Rodgers. Die Musicals The King and I und La Cage aux Folles haben den Preis seit der Erstvergabe zweimal gewonnen. Zweimal nominiert waren bisher die Musicals Annie, Carousel, Company, Fiddler on the Roof, Follies, Grease, Gypsy, Hello, Dolly!, How to Succeed in Business Without Really Trying, Jesus Christ Superstar, The King and I, Kiss Me, Kate, La Cage aux Folles, Oklahoma! und She Loves Me.

## Sieger und Nominierte
Die Übersicht der Sieger und Nominierten listet pro Jahr die nominierten Musicals und nennt die Komponisten sowie die Autoren der Texte und Liedtexte. Der Sieger eines Jahres ist grau unterlegt angezeigt.

### 1994–1999
| Jahr                                             | Musical                                        | Buch                         | Musik                                        | Liedtexte |
| ------------------------------------------------ | ---------------------------------------------- | ---------------------------- | -------------------------------------------- | --------- |
| 1994                                             |                                                |                              |                                              |           |
| Carousel                                         | Oscar Hammerstein II                           | Richard Rodgers              | Oscar Hammerstein II                         |           |
| Damn Yankees                                     | George Abbott und Douglass Wallop              | Richard Adler                | Jerry Ross                                   |           |
| Grease                                           | Warren Casey und Jim Jacobs                    | Warren Casey und Jim Jacobs  | Warren Casey und Jim Jacobs                  |           |
| She Loves Me                                     | Joe Masteroff                                  | Jerry Bock                   | Sheldon Harnick                              |           |
| 1995                                             |                                                |                              |                                              |           |
| Show Boat                                        | Oscar Hammerstein II                           | Jerome Kern                  | Hammerstein & P. G. Wodehouse                |           |
| How to Succeed in Business Without Really Trying | Abe Burrows, Willie Gilbert und Jack Weinstock | Frank Loesser                | Frank Loesser                                |           |
| 1996                                             |                                                |                              |                                              |           |
| The King and I                                   | Oscar Hammerstein II                           | Richard Rodgers              | Hammerstein                                  |           |
| A Funny Thing Happened on the Way to the Forum   | Larry Gelbart & Burt Shevelove                 | Stephen Sondheim             | Stephen Sondheim                             |           |
| Hello, Dolly!                                    | Michael Stewart                                | Jerry Herman                 | Jerry Herman                                 |           |
| Company                                          | George Furth                                   | Stephen Sondheim             | Stephen Sondheim                             |           |
| 1997                                             |                                                |                              |                                              |           |
| Chicago                                          | Fred Ebb und Bob Fosse                         | John Kander                  | Fred Ebb                                     |           |
| Annie                                            | Thomas Meehan                                  | Charles Strouse              | Martin Charnin                               |           |
| Candide                                          | Lillian Hellman und Hugh Wheeler               | Leonard Bernstein            | Verschiedene                                 |           |
| Once Upon a Mattress                             | Marshall Barer, Dean Fuller und Jay Thompson   | Mary Rodgers                 | Marshall Barer                               |           |
| 1998                                             |                                                |                              |                                              |           |
| Cabaret                                          | Joe Masteroff                                  | John Kander                  | Fred Ebb                                     |           |
| 1776                                             | Peter Stone                                    | Sherman Edwards              | Sherman Edwards                              |           |
| The Sound of Music                               | Russel Crouse und Howard Lindsay               | Richard Rodgers              | Oscar Hammerstein II                         |           |
| 1999                                             |                                                |                              |                                              |           |
| Annie Get Your Gun                               | Dorothy Fields und Herbert Fields              | Irving Berlin                | Irving Berlin                                |           |
| Little Me                                        | Neil Simon                                     | Cy Coleman                   | Carolyn Leigh                                |           |
| Peter Pan                                        | J. M. Barrie                                   | Moose Charlap und Jule Styne | Betty Comden, Adolph Green und Carolyn Leigh |           |
| You’re a Good Man, Charlie Brown                 | John Gordon                                    | Clark Gesner                 | Clark Gesner                                 |           |

### 2000–2009
| Jahr                           | Musical                                | Buch                         | Musik                                  | Liedtexte |
| ------------------------------ | -------------------------------------- | ---------------------------- | -------------------------------------- | --------- |
| 2000                           |                                        |                              |                                        |           |
| Kiss Me, Kate                  | Bella and Samuel Spewack               | Cole Porter                  | Cole Porter                            |           |
| Jesus Christ Superstar         | Tim Rice                               | Andrew Lloyd Webber          | Tim Rice                               |           |
| The Music Man                  | Franklin Lacey und Meredith Willson    | Meredith Willson             | Meredith Willson                       |           |
| Tango Argentino                | Héctor Orezzoli und Claudio Segovia    | Verschiedene                 | Verschiedene                           |           |
| 2001                           |                                        |                              |                                        |           |
| 42nd Street                    | Mark Bramble und Michael Stewart       | Harry Warren                 | Al Dubin                               |           |
| Bells Are Ringing              | Betty Comden und Adolph Green          | Jule Styne                   | Betty Comden und Adolph Green          |           |
| Follies                        | James Goldman                          | Stephen Sondheim             | Stephen Sondheim                       |           |
| The Rocky Horror Show          | Richard O’Brien                        | Richard O’Brien              | Richard O’Brien                        |           |
| 2002                           |                                        |                              |                                        |           |
| Into the Woods                 | James Lapine                           | Stephen Sondheim             | Stephen Sondheim                       |           |
| Oklahoma!                      | Oscar Hammerstein II                   | Richard Rodgers              | Oscar Hammerstein II                   |           |
| 2003                           |                                        |                              |                                        |           |
| Nine                           | Arthur Kopit                           | Maury Yeston                 | Maury Yeston                           |           |
| Gypsy                          | Arthur Laurents                        | Jule Styne                   | Stephen Sondheim                       |           |
| La bohème                      | Giuseppe Giacosa und Luigi Illica      | Giacomo Puccini              | Giacomo Puccini und Luigi Illica       |           |
| Man of La Mancha               | Dale Wasserman                         | Mitch Leigh                  | Joe Darion                             |           |
| 2004                           |                                        |                              |                                        |           |
| Assassins                      | John Weidman                           | Stephen Sondheim             | Stephen Sondheim                       |           |
| Big River                      | William Hauptman                       | Roger Miller                 | Roger Miller                           |           |
| Fiddler on the Roof            | Joseph Stein                           | Jerry Bock                   | Sheldon Harnick                        |           |
| Wonderful Town                 | Jerome Chodorov und Joseph Fields      | Leonard Bernstein            | Betty Comden und Adolph Green          |           |
| 2005                           |                                        |                              |                                        |           |
| La Cage aux Folles             | Harvey Fierstein                       | Jerry Herman                 | Jerry Herman                           |           |
| Pacific Overtures              | John Weidman                           | Stephen Sondheim             | Stephen Sondheim                       |           |
| Sweet Charity                  | Neil Simon                             | Cy Coleman                   | Dorothy Fields                         |           |
| 2006                           |                                        |                              |                                        |           |
| The Pajama Game                | George Abbott und Richard Pike Bissell | Richard Adler und Jerry Ross | Richard Adler und Jerry Ross           |           |
| Sweeney Todd                   | Hugh Wheeler                           | Stephen Sondheim             | Stephen Sondheim                       |           |
| The Threepenny Opera           | Bertolt Brecht und Elisabeth Hauptmann | Kurt Weill                   | Bertolt Brecht und Elisabeth Hauptmann |           |
| 2007                           |                                        |                              |                                        |           |
| Company                        | George Furth                           | Stephen Sondheim             | Stephen Sondheim                       |           |
| The Apple Tree                 | Jerry Bock und Sheldon Harnick         | Jerry Bock                   | Sheldon Harnick                        |           |
| A Chorus Line                  | Nicholas Dante und James Kirkwood Jr.  | Marvin Hamlisch              | Ed Kleban                              |           |
| 110 in the Shade               | N. Richard Nash                        | Harvey Schmidt               | Tom Jones                              |           |
| 2008                           |                                        |                              |                                        |           |
| South Pacific                  | Oscar Hammerstein II und Joshua Logan  | Richard Rodgers              | Oscar Hammerstein II                   |           |
| Grease                         | Warren Casey und Jim Jacobs            | Warren Casey und Jim Jacobs  | Warren Casey und Jim Jacobs            |           |
| Gypsy                          | Arthur Laurents                        | Jule Styne                   | Stephen Sondheim                       |           |
| Sunday in the Park with George | James Lapine                           | Stephen Sondheim             | Stephen Sondheim                       |           |
| 2009                           |                                        |                              |                                        |           |
| Hair                           | James Rado und Gerome Ragni            | Galt MacDermot               | James Rado und Gerome Ragni            |           |
| Guys and Dolls                 | Abe Burrows und Jo Swerling            | Frank Loesser                | Frank Loesser                          |           |
| Pal Joey                       | John O’Hara                            | Richard Rodgers              | Lorenz Hart                            |           |
| West Side Story                | Arthur Laurents                        | Leonard Bernstein            | Stephen Sondheim                       |           |

### 2010–2019
| Jahr                                             | Musical                                        | Buch                                          | Musik                                         | Liedtexte                     |
| ------------------------------------------------ | ---------------------------------------------- | --------------------------------------------- | --------------------------------------------- | ----------------------------- |
| 2010                                             |                                                |                                               |                                               |                               |
| La Cage aux Folles                               | Harvey Fierstein                               | Jerry Herman                                  | Jerry Herman                                  |                               |
| Finian’s Rainbow                                 | Yip Harburg und Fred Saidy                     | Burton Lane                                   | Yip Harburg                                   |                               |
| A Little Night Music                             | Hugh Wheeler                                   | Stephen Sondheim                              | Stephen Sondheim                              |                               |
| Ragtime                                          | Terrence McNally                               | Stephen Flaherty                              | Lynn Ahrens                                   |                               |
| 2011                                             |                                                |                                               |                                               |                               |
| Anything Goes                                    | Guy Bolton und P. G. Wodehouse                 | Cole Porter                                   | Cole Porter                                   |                               |
| How to Succeed in Business Without Really Trying | Abe Burrows, Willie Gilbert und Jack Weinstock | Frank Loesser                                 | Frank Loesser                                 |                               |
| 2012                                             |                                                |                                               |                                               |                               |
| Porgy and Bess                                   | DuBose Heyward                                 | George Gershwin                               | DuBose Heyward und Ira Gershwin               |                               |
| Evita                                            | Tim Rice                                       | Andrew Lloyd Webber                           | Tim Rice                                      |                               |
| Follies                                          | James Goldman                                  | Stephen Sondheim                              | Stephen Sondheim                              |                               |
| Jesus Christ Superstar                           | Tim Rice                                       | Andrew Lloyd Webber                           | Tim Rice                                      |                               |
| 2013                                             |                                                |                                               |                                               |                               |
| Pippin                                           | Roger O. Hirson                                | Stephen Schwartz                              | Stephen Schwartz                              |                               |
| Annie                                            | Thomas Meehan                                  | Charles Strouse                               | Martin Charnin                                |                               |
| The Mystery of Edwin Drood                       | Rupert Holmes                                  | Rupert Holmes                                 | Rupert Holmes                                 |                               |
| Cinderella                                       | Douglas Carter Beane und Oscar Hammerstein II  | Richard Rodgers                               | Oscar Hammerstein II                          |                               |
| 2014                                             |                                                |                                               |                                               |                               |
| Hedwig and the Angry Inch                        | John Cameron Mitchell                          | Stephen Trask                                 | Stephen Trask                                 |                               |
| Les Misérables                                   | Alain Boublil und Claude-Michel Schönberg      | Claude-Michel Schönberg                       | Herbert Kretzmer                              |                               |
| Violet                                           | Brian Crawley                                  | Jeanine Tesori                                | Brian Crawley                                 |                               |
| 2015                                             |                                                |                                               |                                               |                               |
| The King and I                                   | Oscar Hammerstein II                           | Richard Rodgers                               | Oscar Hammerstein II                          |                               |
| On the Town                                      | Betty Comden und Adolph Green                  | Leonard Bernstein                             | Betty Comden und Adolph Green                 | Betty Comden und Adolph Green |
| On the Twentieth Century                         | Betty Comden und Adolph Green                  | Cy Coleman                                    | Betty Comden und Adolph Green                 | Betty Comden und Adolph Green |
| 2016                                             |                                                |                                               |                                               |                               |
| The Color Purple                                 | Marsha Norman                                  | Stephen Bray, Brenda Russell und Allee Willis | Stephen Bray, Brenda Russell und Allee Willis |                               |
| Fiddler on the Roof                              | Joseph Stein                                   | Jerry Bock                                    | Sheldon Harnick                               | Sheldon Harnick               |
| She Loves Me                                     | Joe Masteroff                                  | Jerry Bock                                    | Sheldon Harnick                               | Sheldon Harnick               |
| Spring Awakening                                 | Steven Sater                                   | Duncan Sheik                                  | Steven Sater                                  |                               |
| 2017                                             |                                                |                                               |                                               |                               |
| Hello, Dolly!                                    | Michael Stewart                                | Jerry Herman                                  | Jerry Herman                                  |                               |
| Falsettos                                        | James Lapine und William Finn                  | William Finn                                  | William Finn                                  |                               |
| Miss Saigon                                      | Alain Boublil und Claude-Michel Schönberg      | Claude-Michel Schönberg                       | Alain Boublil und Richard Maltby Jr.          |                               |
| 2018                                             |                                                |                                               |                                               |                               |
| Once on This Island                              | Lynn Ahrens                                    | Stephen Flaherty                              | Lynn Ahrens                                   |                               |
| Carousel                                         | Oscar Hammerstein II                           | Richard Rodgers                               | Oscar Hammerstein II                          |                               |
| My Fair Lady                                     | Alan Jay Lerner                                | Frederick Loewe                               | Alan Jay Lerner                               |                               |
| 2019                                             |                                                |                                               |                                               |                               |
| Oklahoma!                                        | Oscar Hammerstein II                           | Richard Rodgers                               | Oscar Hammerstein II                          |                               |
| Kiss Me, Kate                                    | Bella Spewack und Samuel Spewack               | Cole Porter                                   | Cole Porter                                   |                               |

### 2020–2021
| Jahr                                           | Musical                          | Buch                      | Musik                     | Liedtexte |
| ---------------------------------------------- | -------------------------------- | ------------------------- | ------------------------- | --------- |
| 2020/2021                                      |                                  |                           |                           |           |
| nicht vergeben                                 |                                  |                           |                           |           |
| 2022                                           |                                  |                           |                           |           |
| Company                                        | George Furth                     | Stephen Sondheim          | Stephen Sondheim          |           |
| Caroline, or Change                            | Tony Kushner                     | Jeanine Tesori            | Tony Kushner              |           |
| The Music Man                                  | Meredith Willson, Franklin Lacey | Meredith Willson          | Meredith Willson          |           |
| 2023                                           |                                  |                           |                           |           |
| Parade                                         | Alfred Uhry                      | Jason Robert Brown        | Jason Robert Brown        |           |
| Camelot                                        | Alan Jay Lerner                  | Frederick Loewe           | Alan Jay Lerner           |           |
| Into the Woods                                 | James Lapine                     | Stephen Sondheim          | Stephen Sondheim          |           |
| Sweeney Todd: The Demon Barber of Fleet Street | Hugh Wheeler                     | Stephen Sondheim          | Stephen Sondheim          |           |
| 2024                                           |                                  |                           |                           |           |
| Merrily We Roll Along                          | George Furth                     | Stephen Sondheim          | Stephen Sondheim          |           |
| Cabaret at the Kit Kat Club                    | Joe Masteroff                    | John Kander               | Fred Ebb                  |           |
| Gutenberg! The Musical!                        | Scott Brown, Anthony King        | Scott Brown, Anthony King | Scott Brown, Anthony King |           |
| The Who’s Tommy                                | Pete Townshend, Des McAnuff      | Pete Townshend            | Pete Townshend            |           |